# Lutetium-Aluminium-Granat
Lutetium-Aluminium-Granat (kurz LuAG, englisch lutetium aluminium garnet) ist eine künstlich hergestellte kristalline Verbindung mit der chemischen Zusammensetzung Lu3Al5O12. Im Aufbau ähnliche, ebenfalls künstliche Kristalle sind Yttrium-Aluminium-Granat (YAG) und Yttrium-Eisen-Granat (YIG).

## Eigenschaften
LuAG ist ein farbloses Material mit einem hohen Brechungsindex (2,1 bei 193 nm Wellenlänge). Des Weiteren zeigt es eine vergleichsweise hohe Transparenz im ultravioletten (UV) Spektralbereich. Der Absorptionskoeffizient bei 193 nm liegt bei 1,1 bis 1,4 cm−1.
LuAG besitzt dieselbe Kristallstruktur wie der bekanntere YAG, das heißt, er kristallisiert höchstsymmetrisch im kubischen Kristallsystem (Kristallklasse kubisch-hexakisoktaedrisch). Allerdings ist die Dichte von LuAG mit 6,71 g/cm³ höher als die von YAG (4,55 bis 4,65 g/cm³), die unter anderem durch die Ersetzung der Yttrium-Ionen durch die schweren Lutetium-Ionen hervorgerufen wird. Dadurch zeigt es bessere Szintillationseigenschaften.
Mit Cer dotiertes LuAG zeigt Szintillation mit Lumineszenz im sichtbaren Spektralbereich. Dies macht es zu einem Kandidaten als Detektormaterial zum Nachweis von hochenergetischen Photonen.

## Verwendung
LuAG eignet sich aufgrund seiner hohen Transparenz im UV-Bereich als Material für UV-Linsen, beispielsweise für qualitativ hochwertige Linsensysteme in fotolithografischen Belichtungsanlagen, wie Stepper und Scanner. Durch die Nähe des Bandabstands (6,9 eV entspricht 176,7 nm) zur aktuell genutzten Wellenlänge von 193 nm (ArF-Excimerlaser) bei der Fotolithografie, muss LuAG in hochreiner Form zur Verfügung stehen, denn schon geringe Verunreinigungen würden die Absorption in diesem Spektralbereich merklich ansteigen lassen und das Material würde sich für diese Anwendung nicht mehr eignen.